# صادق بهبهاني
صادق بهبهاني (22 أغسطس 1986 -)، ممثل ومخرج كويتي.

## عن حياته
درس في «المعهد العالي للفنون المسرحية» وهو مخرج في تلفزيون الكويت, وهو يمتلك مؤسسة «آرتست للإنتاج الفني والمسرحي»، يعتبر ثالث مخرج كويتي يشارك بمهرجان كان السينمائي العالمي في فيلم الصالحية بعام 2012.

## أعماله

### من المسلسلات
- الخراز.
- رسائل من صدف.
- عتيج الصوف.
- عيال بو سالم.
- البارونات.
- أميمة في دار الأيتام.
- المحتاله.

### من المسرحيات
- أوه ياالكرة.
- ذ.م.م.
- مسرح بلا جمهور 4.
- مسرحية قاع.
- كوكب الاحذية.
- الكراج.
- فرع قطعه 6.

### الأفلام
- محطه رقم واحد.
- الصالحية.

## وصلات خارجية
- صادق بهبهاني على موقع قاعدة بيانات الأفلام العربية